# Свети Георги (Валандово)
Вижте пояснителната страница за други значения на Свети Георги.
„Свети Великомъченик Георги“ (на македонска литературна норма: „Свети Георгиј“, „Свети Ѓорѓи“) е манастир, разположен край градчето Валандово, югоизточната част на Северна Македония. Част е от Повардарската епархия на Македонската православна църква.
Църквата е изградена в 1934 година, отчасти върху старата средновековна църква „Свети Георги“, датираща от 1344 година. Манастирът е издигнат в склонове на планината Плавуш, на надморска височина от около 500 метра надморска височина, край извор на 150 m югозападно от акропола на Хисара. В 1349 година църквата е дадена като метох на светогорския манастир „Свети Пантелеймон“ от цар Стефан Душан („в Боймия в Алавандово“) и повторно в 1378 г. братята Йоан Драгаш и Константин Драгаш.
Църквата е еднокорабна и малка по размери, с безкуполна двускатна, покривна конструкция с керемиди и полукръгъл свод. Градена е от камък. На изток завършва с малка полуокръжна олтарна апсида, а на западната и северната страна има отворени тремове, покрити с керамиди. Малкият иконостас е дело на неизвестен майсотр. Църквата не е изписана и има стари и нови икони. В 1997 година е изградена и камбанария с малка камбана.